# I’ll Remember
I’ll Remember ist ein Lied der US-amerikanischen Sängerin Madonna. Die Pop-Ballade erschien 1994 als Teil des Soundtracks zum Film Ein genialer Freak (Originaltitel: With Honors).

## Entstehung und Veröffentlichung
Nach dem skandalumwitterten Rummel um Madonnas Person, für den vor allem ihr Studioalbum Erotica (Oktober 1992), der Bildband SEX (Oktober 1992) und ihre Filmrolle im Erotikthriller Body of Evidence (1993) gesorgt hatten, beschloss sie, ihr Image neu zu erfinden, um eine Verbindung zu ihren Fans herzustellen und den Schaden zu reparieren, den ihr provokatives Image ihrer Karriere zugefügt hatte. In erster Linie plante sie, um vor allem ihre Musik in den Vordergrund zu stellen, sich wieder als Sängerin ernsthafter Balladen wie in der Vergangenheit bei Live to Tell zu präsentieren und I’ll Remember war einer der Songs, die zu diesem Zweck entwickelt wurden.
I’ll Remember entstand ursprünglich aus einer Zusammenarbeit zwischen Patrick Leonard und Richard Page, bevor Madonna den Text des Liedes für den geplanten Soundtrack zu Ein genialer Freak überarbeitete. Laut Page „wurde Madonna hinzugezogen … sie hat alle meine Texte zum Besseren verändert. Sie hat wirklich großartige Arbeit geleistet.“ Madonna kommentierte: „Ich glaube, wenn meine Platten herauskommen, sind die Leute meistens so abgelenkt von so viel Tamtam und Kontroversen, dass niemand der Musik Aufmerksamkeit schenkt. [...] Ich kann Ihnen gar nicht sagen, wie schmerzhaft mir heute der Gedanke ist, Like a Virgin oder Material Girl zu singen. Ich habe keinen dieser Songs geschrieben und bin damals auch nicht sehr tief in die Materie eingestiegen. Ich fühle mich jetzt auch emotional stärker mit der Musik verbunden, die ich schreibe, also ist es ein größeres Vergnügen, sie zu machen.“
I’ll Remember wurde am 8. März 1994 als Single veröffentlicht (Katalognummer: 5439-18247-7). Madonnas eigenes Label Maverick wurde mit der Aufgabe betraut, das Soundtrackalbum zu Ein genialer Freak zusammenzustelle und das Lied I’ll Remember aufzunehmen, nachdem sie bemerkt hatten, dass Madonnas frühere Filmsongs wie Crazy for You (aus dem gleichnamigen Film, 1985), Into the Groove (aus Susan … verzweifelt gesucht, 1985) oder This Used to Be My Playground (aus Eine Klasse für sich, 1992) große kommerzielle Erfolge feiern konnten. Der Soundtrack zu Ein genialer Freak erschien schließlich am 22. März 1994 (Katalognummer: 9 45549-2). Im Folgejahr erschien das Lied zudem als Teil von Madonnas zweiter Kompilation Something to Remember (Katalognummer: 9362-46100-2).

## Inhalt und Stil
I’ll Remember beginnt mit einer C-Dur-Akkordfolge, bei der eine erniedrigte Septime verwendet wird. Die eigentliche Tonart des Lieds ist jedoch in D-Dur gehalten. Das Lied ist in einem Viervierteltakt mit einem moderaten Tempo von 120 Schlägen pro Minute gesetzt. Laut Rikky Rooksby, Autor des Buches The Complete Guide to the Music of Madonna, ist das Lied im Stil diverser Songs von AOR-Bands wie Boston oder Foreigner geschrieben. Es ist im Vergleich zu Rocksongs jedoch verlangsamt und verwendet eine stetig hallende Synthesizer-Figur, die den Effekt eines Herzschlags erzeugen soll. Textlich handelt das Lied davon, dass das lyrische Ich auf eine zwar beendete, aber gute Liebesbeziehung zurückblickt.
Laut der Website The Awl war der Text des Liedes inspirierend, insbesondere die Zeile „I learned to let go of the illusion that we can possess“, auf die Madonna selbst antwortet: „I remember happiness.“

## Musikvideo
Das begleitende Musikvideo zu I’ll Remember wurde von Alek Keshishian gedreht, der zuvor bereits das Musikvideo zu Madonnas Single This Used to Be My Playground inszeniert hatte. Es zeigt Madonna in einem stilisierten Aufnahmestudio, in dem sie das Lied mit Backgroundsängerinnen einsingt. Ihr Aussehen und Stil wurden mit den Bildern des Musikvideos zur vorherigen Single Rain verglichen. Die androgyne Darstellung von Madonna im Video mit blauschwarzgefärbten, kurzen Haaren wurde dafür gelobt, dass sie die Geschlechterbarrieren durchbrochen habe.

## Kommerzieller Erfolg

### Chartplatzierungen
I’ll Remember avancierte zum Nummer-eins-Hit in Italien und Kanada. In den US-amerikanischen Billboard Hot 100 erreichte es vier Wochen lang den zweiten Rang und musste sich lediglich I Swear von All-4-One geschlagen geben. Es war Madonnas fünfte Single, die es in den Vereinigten Staaten auf Platz zwei schaffte und zog damit mit Elvis Presley gleich, was die meisten Nummer-2-Hits der Hot 100 angeht. Dieser Rekord wurde jedoch 1998 von Madonna ausgebaut, als ihre Single Frozen ebenfalls Platz zwei erreichte. Weitere Top-10-Platzierungen gelangen in Australien (Rang 7), Irland (Rang 10), Schweden (Rang 9) und dem Vereinigten Königreich (Rang 7).
| ChartsChartplatzierungen       | Höchstplatzierung | Wochen |
| ------------------------------ | ----------------- | ------ |
| Deutschland (GfK)              | 49 (13 Wo.)       | 13     |
| Schweiz (IFPI)                 | 17 (10 Wo.)       | 10     |
| Vereinigte Staaten (Billboard) | 2 (26 Wo.)        | 26     |
| Vereinigtes Königreich (OCC)   | 7 (10 Wo.)        | 10     |

| ChartsJahrescharts (1994)      | Platzierung |
| ------------------------------ | ----------- |
| Vereinigte Staaten (Billboard) | 13          |
| Vereinigtes Königreich (OCC)   | 92          |

### Auszeichnungen für Musikverkäufe
| Land/Region                  | Auszeichnungen für Musikverkäufe (Land/Region, Auszeichnung, Verkäufe) | Verkäufe |
| ---------------------------- | ---------------------------------------------------------------------- | -------- |
| Australien (ARIA)            | Gold                                                                   | 35.000   |
| Vereinigte Staaten (RIAA)    | Gold                                                                   | 500.000  |
| Vereinigtes Königreich (BPI) | –                                                                      | 100.090  |
| Insgesamt                    | 2× Gold ·                                                              | 635.090  |

Hauptartikel: Madonna (Künstlerin)/Auszeichnungen für Musikverkäufe

## Coverversionen
- 2012: Glee Cast (Album: Glee: The Music – The Graduation Album)